# Pieve Caina
Pieve Caina (pr. Càina) è una frazione del comune di Marsciano (PG).
Si trova ad un'altezza di 217 m s.l.m., sulle falde del monte Pugliano, ed è popolata da 44 abitanti. Nelle vicinanze, il torrente Caina (da cui prende il nome) si getta nel fiume Nestore.
Il paese è facilmente riconoscibile da lontano, per via del suo relativo isolamento e per la presenza di torri e grandi costruzioni d'epoca, occupate in passato dalle famiglie ricche del territorio e dai monaci Agostiniani.

## Storia
Appartenne al contado del rione perugino di Porta Santa Susanna, come villa, fino al 1428 e poi, invece, divenne castrum nel contado del rione di Porta Eburnea. Nel 1515, i Priori di Perugia finanziarono con novanta fiorini la ricostruzione del ponte sul Caina. In virtù di questo legame con la città del grifo, parecchi nobili frequentavano il castello, anche perché proprietari dei terreni vicini.
Gli abitanti ebbero sempre da fare per regolare le acque: tuttora, nei periodi più piovosi, le case del paese più vicine al torrente rischiano di venirne bagnate.

## Monumenti e luoghi d'interesse

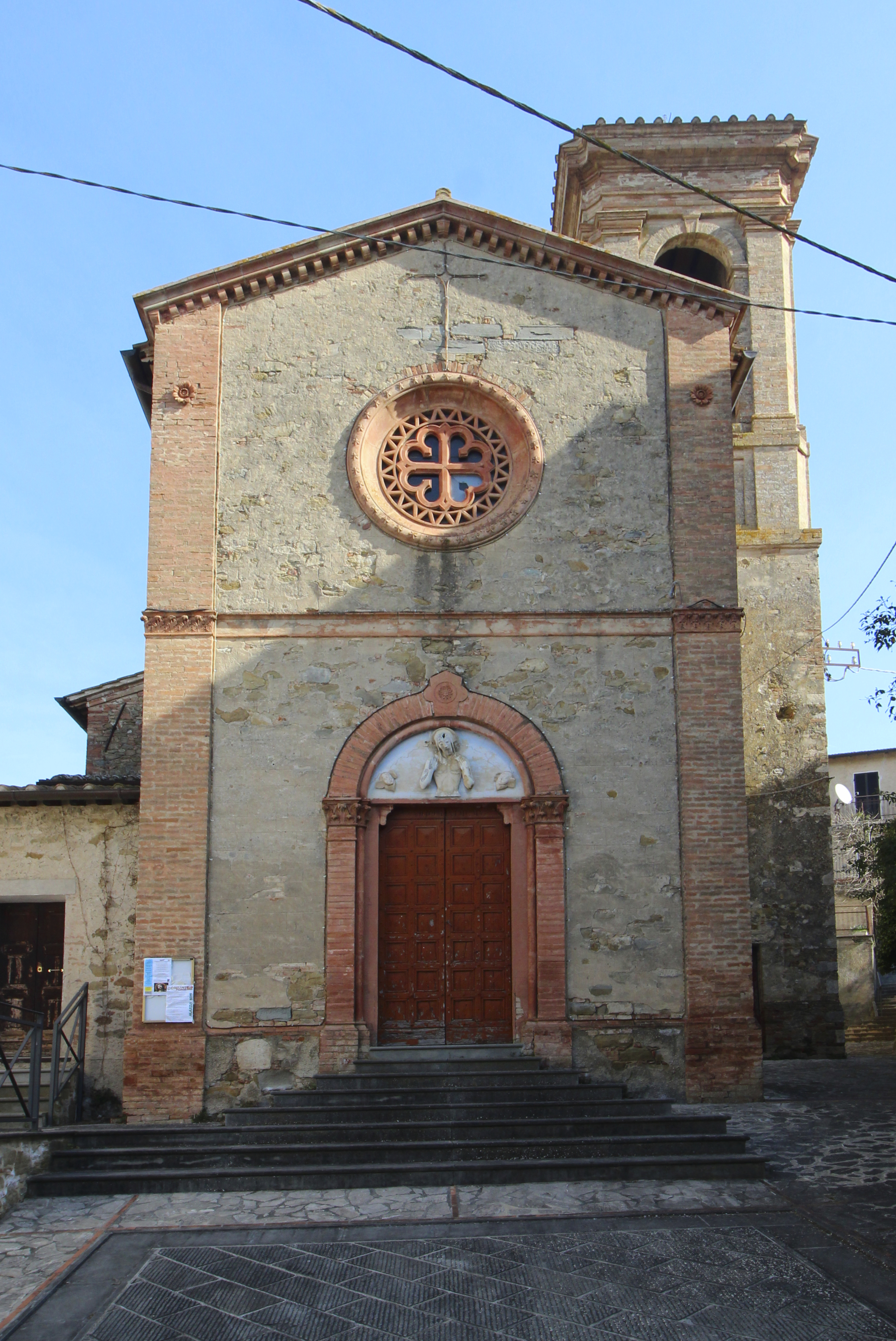
La chiesa di Santa Maria Assunta

- Chiesa parrocchiale di Santa Maria Assunta (la pieve, costruita nel XII secolo ma poi rifatta sul finire del 1800), al cui interno si trova il quadro del 1528 intitolato "Madonna della Misericordia", il cui autore è Michelangelo di Maestro Matteo. La facciata è in mattoni e la porta lignea è di pregevole fattura.
- Il castello (XIII secolo), di cui oramai rimane solo la torre (XIV secolo), pressoché diroccata.
- Palazzo Armellini (1520), appartenuto al cardinale Francesco Armellini, personaggio di corte di Leone X. Affiancato ad esso si trova una piccola cappella contenente affreschi d'epoca.
- Borgo del Vicinato (XVI secolo), oltre il torrente ed il fiume, costituito dalle case dei nobili perugini e dalle abitazioni dei monaci agostiniani. È ora di proprietà dell'Università degli Studi di Perugia .
- Cappella di San Vincenzo (XVI secolo), con un piccolo campanile a vela.
- Bosco di farnetto [collegamento interrotto].

## Società
Abitanti censiti